# جیجاق پیسه گلوسفید
جیجاق پیسه گلوسفید (نام علمی: Calocitta formosa) نام یک گونه از سرده جیجاق پیسه است.